# Cleonymus texanus
Cleonymus texanus är en stekelart som först beskrevs av Crawford 1916.  Cleonymus texanus ingår i släktet Cleonymus och familjen puppglanssteklar. Inga underarter finns listade i Catalogue of Life.